# Diloma concamerata
Diloma concamerata is een slakkensoort uit de familie van de Trochidae. De wetenschappelijke naam van de soort is voor het eerst geldig gepubliceerd in 1828 door Wood.